# باري ديفلن
باري ديفلن (بالإنجليزية: Barry Devlin)‏ هو كاتب سيناريو ومؤلف بريطاني، ولد في 27 نوفمبر 1946.

## وصلات خارجية
- باري ديفلن على موقع IMDb (الإنجليزية)
- باري ديفلن على موقع ميوزك برينز (الإنجليزية)
- باري ديفلن على موقع ديسكوغز (الإنجليزية)
- باري ديفلن على موقع قاعدة بيانات الفيلم (الإنجليزية)